# Det bästa kanske inte hänt än
Det bästa kanske inte hänt än är Molly Sandéns fjärde musikalbum och släpptes den 29 maj 2019. Det innehåller 9 spår.
Albumet blev utsett till "Årets album" på Grammisgalan 2020.

## Låtlista
| Nr | Titel                         | Kompositör                                                                            | Längd |
| -- | ----------------------------- | ------------------------------------------------------------------------------------- | ----- |
| 1. | ^ STARK ^                     | Molly Sandén, Kevin Högdahl, Maria Smith, Victor Thell, Melinda De Lange, John Alexis | 1:19  |
| 2. | Det bästa kanske inte hänt än | Sandén, Högdahl, Smith, Thell                                                         | 3:38  |
| 3. | Va det då?                    | Sandén, Högdahl, Smith, Thell                                                         | 3:20  |
| 4. | Luften e fri                  | Sandén, Alex Shield                                                                   | 3:11  |
| 5. | < & ALLTING DÄR EMELLAN >     | Sandén, Shield                                                                        | 0:57  |
| 6. | Den som e den                 | Sandén, Shield, Thell                                                                 | 3:21  |
| 7. | Hata mig                      | Sandén, Shield, Julia Ivansson, Ofelia                                                | 2:31  |
| 8. | Spelar ingen roll             | Sandén, Alexis, Pontus Persson                                                        | 3:04  |
| 9. | ∨ SVAG ∨                      | Sandén, De Lange, Alexis, Persson                                                     | 1:27  |